# Зухуров, Мурод Шавкатович
Мурод Шавкатович Зухуров (узб. Murod Shavkatovich Zuxurov; 23 февраля 1983, Узбекская ССР) — узбекский футболист, выступавший на позиции вратаря.
Начал свою карьеру в бекабадском «Металлурге» в 2003 году. В 2007 году один сезон провёл в клубе «Навбахор». С 2008 по 2010 год играл за клуб «Курувчи» / «Бунёдкор». С 2010 по 2012 год вратарь клуба «Насаф». Завершил карьеру в «Бунёдкоре», за который выступал с 2013 года.